# 眞嶋亜有
眞嶋 亜有（まじま あゆ、1976年 - ）は、日本の歴史学、比較文化研究者、明治大学専任講師。専門は近現代日本社会・文化史、比較文化論。

## 来歴・人物
東京都生まれ。2004年国際基督教大学大学院比較文化研究科博士課程修了。博士 (学術)、論文の題は「近代日本エリート層における身体美醜と人種意識を巡る社会・文化史的研究 : 1853年-1926年(A social and cultural study on perception of race and aesthetics of the body among elites in modern Japan) 」。 
日本学術振興会特別研究員，ハーバード大学ライシャワー日本研究所ポストドクトラル・フェロー、法政大学、国際基督教大学講師、国際日本文化研究センター外来研究員、外来研究員、ハーバード大学ライシャワー日本研究所アソシエイト、ＩＣＵアジア文化研究所研究員。2015年明治大学国際日本学部専任講師。

## 著書

### 単著
- 『「肌色」の憂鬱――近代日本の人種体験』中公叢書，2014年）

### 論文
- 「肉食という近代――明治期日本における食肉軍事需要と肉食観の特徴」『アジア文化研究』別冊11号、ICUアジア文化研究所、2002年
- 「朝鮮牛――朝鮮植民地化と日本人の肉食経験の契機」日本風俗史学会『風俗史学』20号、2003年
- 「身体の〈西洋化〉を巡る情念の系譜――明治・大正期日本における〈一等国〉としての身体美の追求と其の挫折」（武藤浩史、榑沼範久編『運動+(反)成長』慶應義塾大学出版会、2003年）所収
- 「黄色人種という運命の超克――近代日本エリート層の〈肌色〉をめぐる人種的ジレンマの系譜」栗山茂久、北澤一利編『近代日本の身体感覚 』青弓社、2004年）所収
- 「水　虫――近現代日本の栄光とその痕跡」園田英弘編『逆欠如の日本生活文化』（思文閣出版、2005年）所収
- 「20世紀初頭の米国におけるathlete's footの成立」日本生活学会『生活学論叢』第17巻、2010年
- “Skin Color Melancholy in Modern Japan: Japanese Male Elites and Racial Experiences Abroad: 1880s to 1950s” Rotem Kowner and Walter Demel eds, Race and Racism in Modern Asia: Western and Eastern Constructions. Brill in Leiden (2012)

## 注
1. ↑  博士論文書誌データベースによる
2. ↑  明治大学